# Anosia radiata
Anosia radiata är en fjärilsart som beskrevs av Abel Dufrane 1948. Anosia radiata ingår i släktet Anosia och familjen praktfjärilar. Inga underarter finns listade i Catalogue of Life.